# Mohamed Salah Mentouri
Mohamed Salah Mentouri, né le 9 avril 1940 à Hamma, Constantine (Algérie) et décédé le 5 septembre 2010 à Alger, est un homme politique algérien, ministre du Travail et des Affaires sociales puis ministre de la Santé et des Affaires sociales.

## Mandats
- Gouvernement Brahimi I (du 22 janvier 1984 au 18 février 1986) : vice-ministre chargé des sports auprès du ministre de la Jeunesse et des Sports
- Gouvernement Brahimi II (du 9 février 1986 au 9 novembre 1988) : vice-ministre chargé des sports auprès du ministre de la Jeunesse et des Sports
- Gouvernement Ghozali I (du 18 juin 1991 au 16 octobre 1991) : ministre du Travail et des Affaires sociales
- Gouvernement Ghozali II (du 16 octobre 1991 au 22 février 1992) : ministre de la Santé et des Affaires sociales
- Président du Conseil national économique et social (1996-2005)[3].